# Monastère Tchernigovski
Le monastère Tchernigovski ou ermitage Tchernigovski (en russe : Черни́говский скит) (dans les documents du XIXe siècle on l'appelle aussi Grotte de l'ermitage de Gethsémani) est un ermitage de la laure de la Trinité-Saint-Serge, à trois kilomètres à l'est de la ville de Serguiev Possad. Il est situé sur la rive opposée à celle de l'ermitage de Gethsémani, dont seules une enceinte et une tour ont subsisté. Le monastère Tchernigovski a été attribué, au XIXe siècle, à la laure de la Trinité-Saint-Serge à titre de succursale. En 2014, sur ce territoire de l'ermitage de Gethsémani, a été installée une section de la douzième direction principale du Ministère de la Défense nationale de la fédération de Russie.

## Histoire
L'ermitage de Gethsémani a été fondé en 1843—1844. Dès 1845, à l'emplacement de l'ermitage, dans le bois d'Isakov, apparaissent des cellules de moines de l'ermitage de Gethsémani dont les règles de vie monastique étaient particulièrement sévères. En 1847 un Fol-en-Christ de la région de Moscou du nom de Philippouchka (1802—1868), après avoir vécu dans la laure quelque temps vient vivre dans l'ermitage du bois d'Isakov. Cette année 1847 est souvent considérée comme l'année de fondation de l'ermitage de Tchernikovski. Philippouchka demande la permission de creuser une grotte pour se faire une cellule souterraine comme on ne voyait à la laure des Grottes de Kiev. C'est en 1851, qu'apparaissent ces grottes qui sont creusées sous des cabanes en rondins au-dessus du sol disposant d'un toit et de fenêtres. 
Le 27 septembre 1851 le métropolite Philarète de Moscou bénit et consacre cette "église rupestre" en l'honneur de l'archange Michel.   
En 1852 dans cette église rupestre, Philippouchka (Alexandre Grigorevni) reçoit l'icône de la Mère de Dieu Tchernigovski. Les prières adressées à cette icône en 1869 ont permis, selon les croyants, de guérir une paysanne paralysée. Cette guérison est suivie d'une centaine d'autres cas similaires. C'est du nom de cette icône que provient le nom du monastère adopté dans les années 1890. En 1852, vient également au monastère Vassili Ilitch Merkoulov (en religion : Barnabé Gethsémani). En 1857, il devient novice et en 1866 il prononce ses vœux et prend le nom de Barnabé (Varnava). Il devient fort connu et de tout l'Empire russe des pèlerins viennent le trouver pour lui demander des conseils et être bénis par lui. En janvier 1905, le Tsar Nicolas II lui rend visite. Il meurt le 17 février 1906 et sera canonisé par l'Église orthodoxe en 1995.
En 1856—1857 , est construite une église en bois au nom des révérends Antoniy Petchersky et du saint Théodose des Grottes, pour agrandir l'église de la grotte. Mais c'est dans la dernière partie du XIXe siècle que sont réalisées les nouvelles constructions les plus importantes. 
En 1921 l'ermitage a été fermé et les frères déplacés dans celui de Gethsémani. Le monastère Tchernigovski a été réaffecté en internat, puis en maison pour handicapé et enfin en entrepôt.  
En 1990 l'ermitage a été rouvert pour les besoins du monastère pour homme de la laure de la Trinité-Saint-Serge. Mais en 2007, la plus grande partie des bâtiments était occupée par l'internat pour enfants invalides. En 2006, 25 personnes vivaient encore dans l'ermitage. En 2009 ils n'étaient plus que dix.
Sur le territoire de l'ermitage se trouvent les tombes de Constantin Léontiev et Vassili Rozanov.

## Architecture
L'ensemble architectural de l'ermitage sert d'église au monastère de Tchernigovski. L'église rupestre se trouve sous cet édifice et a été construite en 1851. En 1856—1857 elle a été dotée d'un plafond voûté. Actuellement elle est complètement restaurée. 
L'église construite au dessus des grottes a remplacé les anciens édifices en bois et sa construction a été décidée en 1886. L'auteur du projet est l'architecte N. V Soultanov. Sa construction s'est terminée en 1889. Son éclairage date de 1897. L'église est restée ouverte pendant toute la période des travaux. En 2007 de nouveaux travaux de restauration sont entrepris.
Le corps des cellules situé au Sud a été construit entre 1861 et 1865. En 1870, on y ajoute un étage. Après la construction dans l'enceinte d'une Trapeznaïa en 1889, on peut considérer que tous les bâtiments sont construits dans le même style néo-russe et forment un ensemble harmonieux avec l'édifice majeur du monastère. En 1894, une clôture est ajoutée autour des terres du monastère, et en 1895, А. А. Latkov fait ériger un clocher à cinq niveaux en face de la façade orientale de l'église, dont la hauteur est presque égale à celle de la laure de la Trinité-Saint-Serge. 

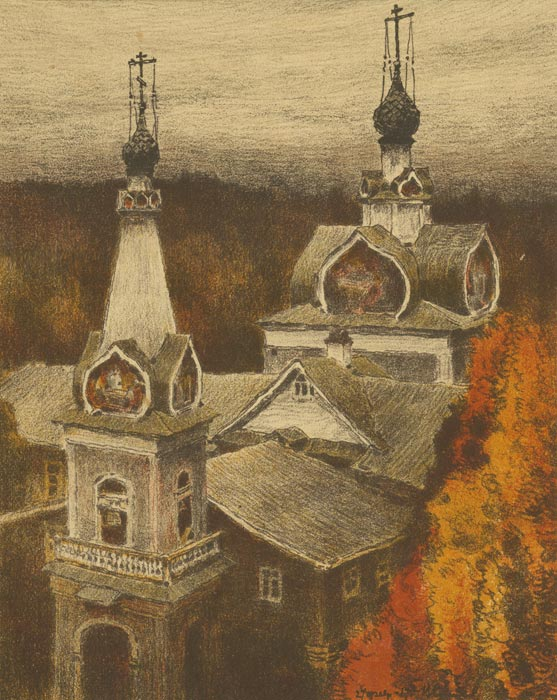
Église de la Dormition de la Vierge Marie à l'ermitage Gethsémani. V. I. Sokolov. Lithographie. 1916–1917. Musée du prêtre Paul Florensky.
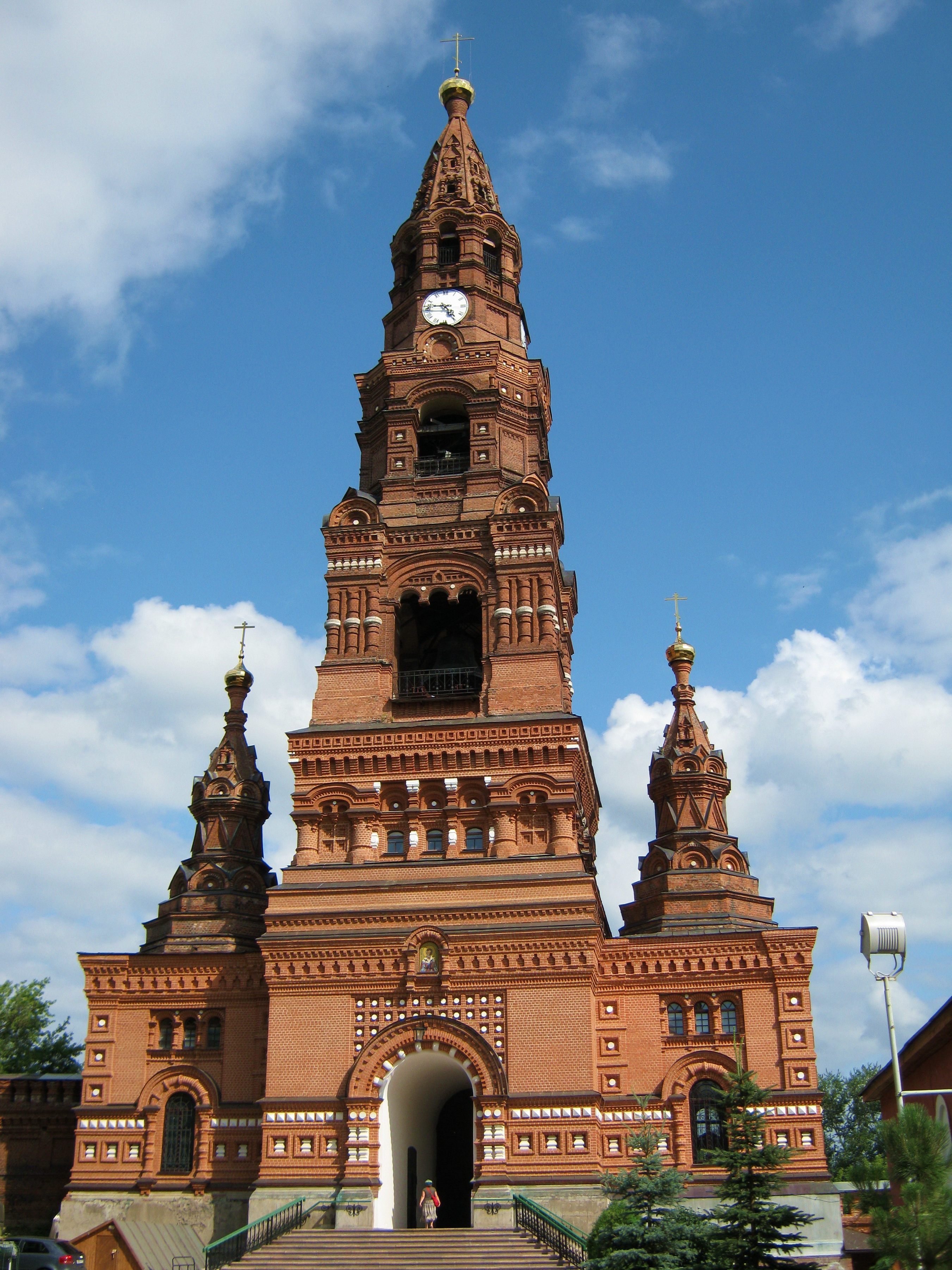
Clocher de l'ermitage de Tchernigovski
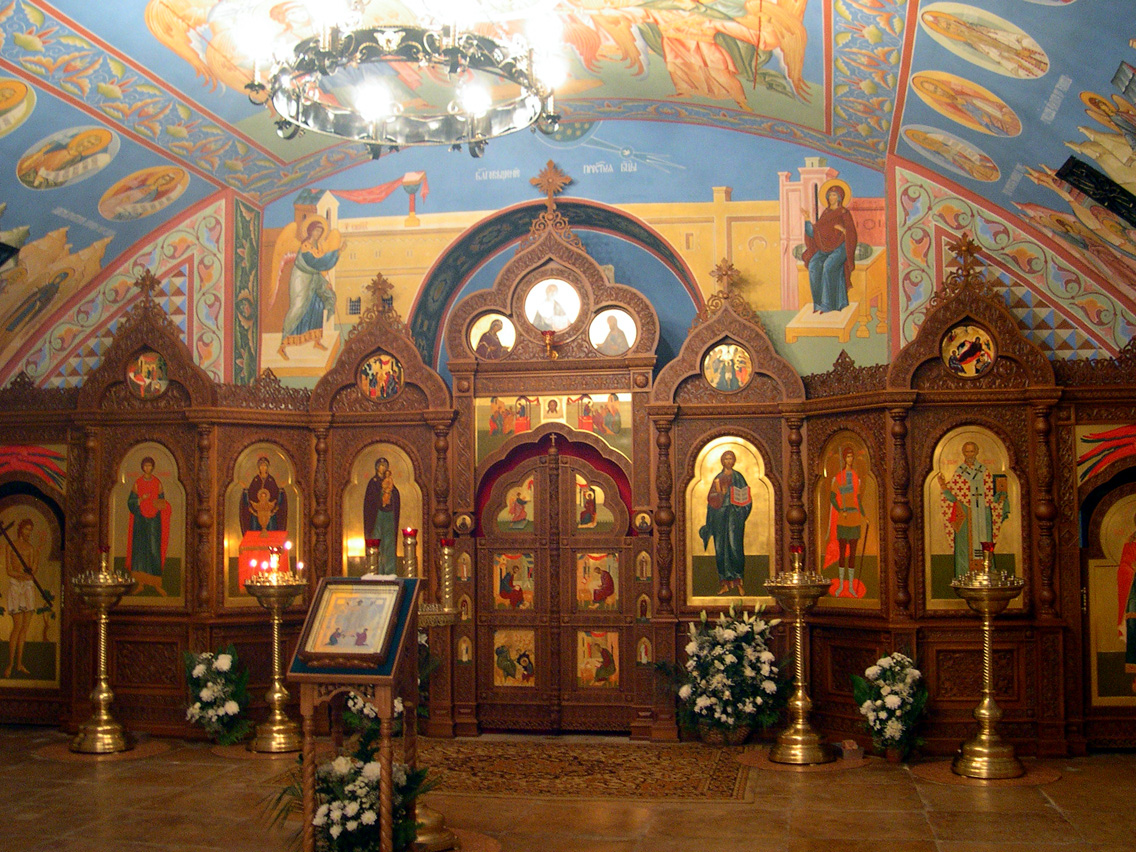
Intérieur d'une église souterraine
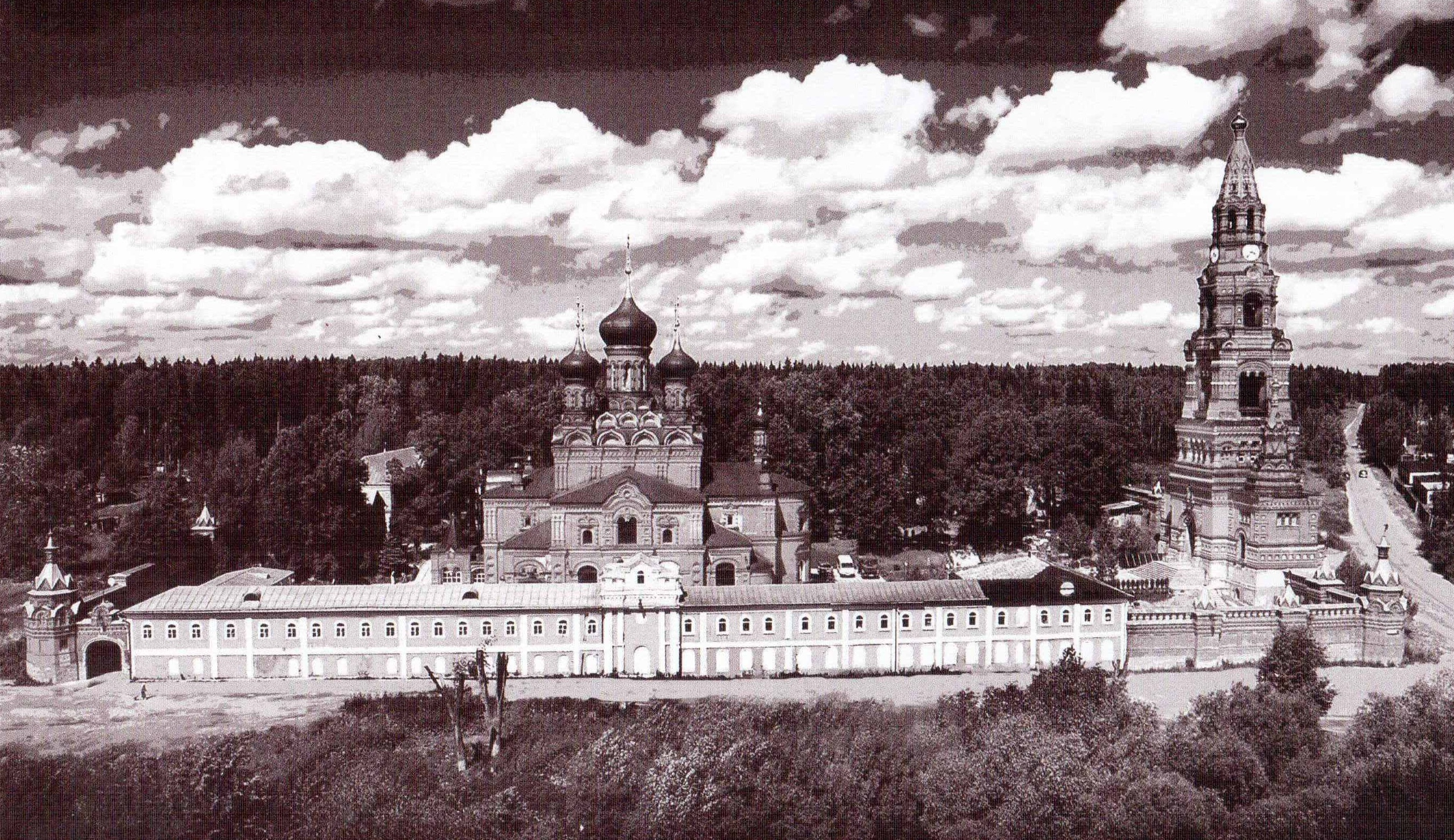
Vue ancienne de l'Ermitage de Tchernigovski.jpg